# Unfinished Business (White Lies)
Unfinished Business è il singolo d'esordio del gruppo indie rock White Lies, estratto dal loro primo album To Lose My Life... pubblicato in Italia il 2 marzo 2009.

## Videoclip
Il videoclip diretto da Simon Green mostra alternando la band mentre si esibisce in una stanza e delle riprese in bianco e nero di una ragazza.

## Tracce
1. "Unfinished Business"
2. "You Still Love Him"

Japanese EP
1. "Unfinished Business"
2. "You Still Love Him"
3. "From The Stars" (Live Zane Lowe Session)
4. "Unfinished Business"(Live Zane Lowe Session)
5. "Unfinished Business"(video)